# Gießuhr

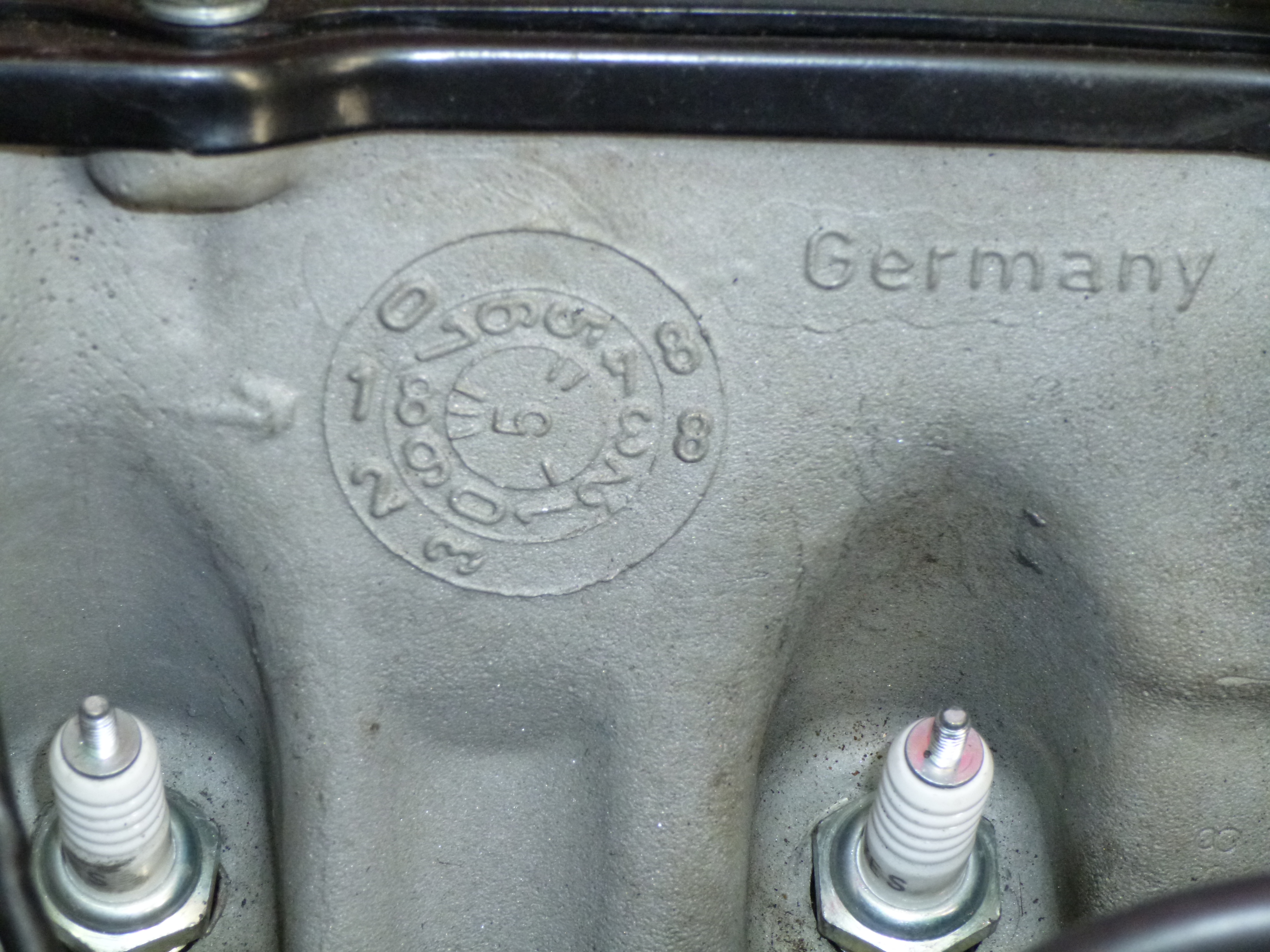
Gießuhr am Zylinderkopf eines Pkw (VW Golf GTI 1,6l)

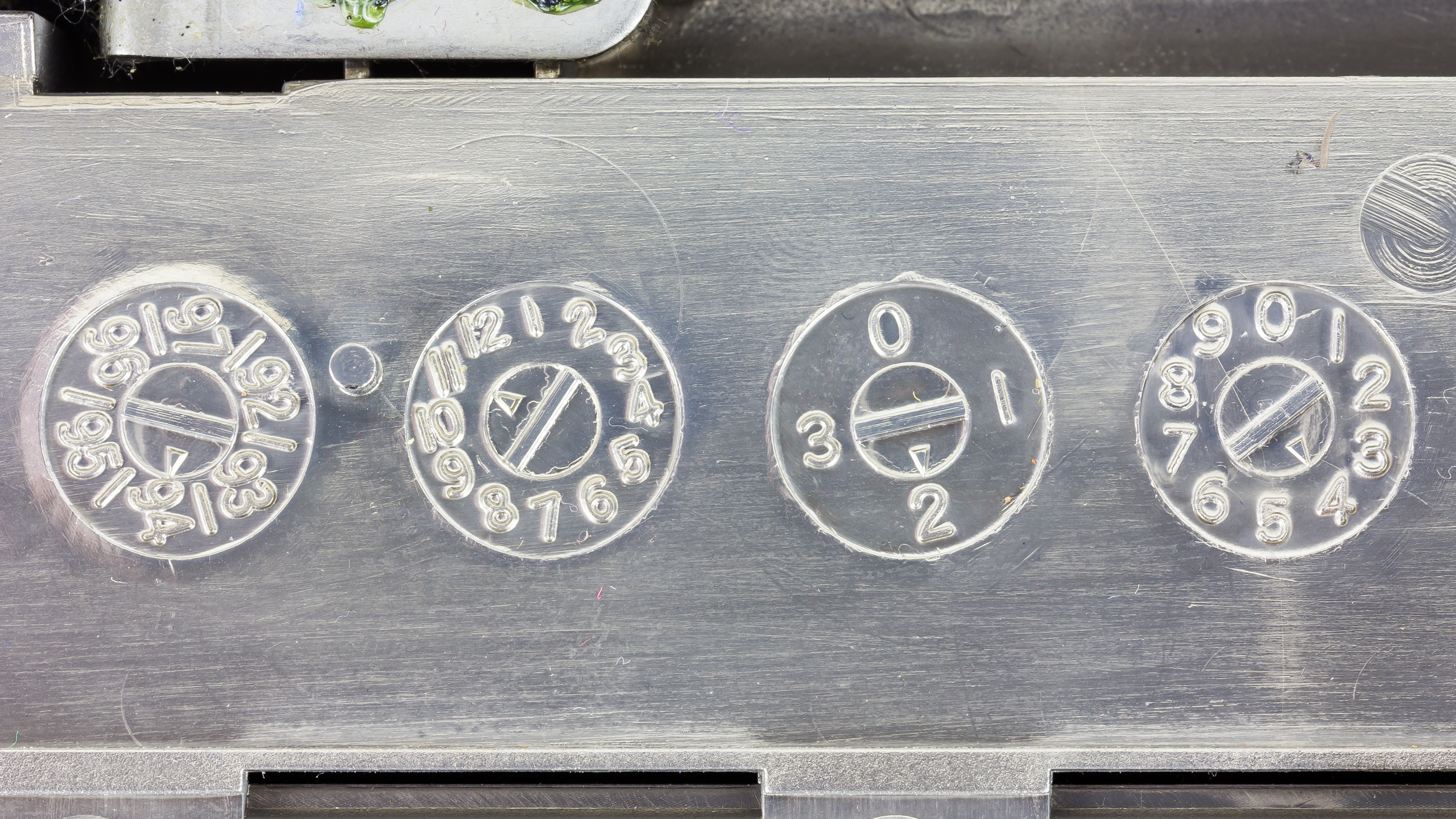
Gießuhr im Gehäuse eines Laptops. Die markierten Werte sind: 94 11 2 4, was als Datum „24.11.[19]94“ gelesen werden kann

Die Gießuhr ist ein in der Metall- und Kunststoff-Gießereitechnik häufig genutztes Mittel, um auf Werkstücken das Herstellungsdatum und andere Angaben sichtbar anzubringen. Dazu wird durch ein Markiersystem in einem Durchbruch der Gussform auf dem Werkstück eine Oberflächenstruktur ähnlich einer Uhr erzeugt. Bei geeigneter Positionierung ist diese später am eingebauten Werkstück leicht sichtbar.
Traditionell erhält dabei eine ganze Serie von Gussstücken dieselbe Markierung; neuere Varianten des Verfahrens erlauben jedoch auch eine individuelle Auszeichnung jedes Einzelstücks.
So lässt sich etwa der tatsächliche Herstellungszeitpunkt eines Autos oft anhand von übereinstimmenden Gießuhren auf verbauten Kunststoffteilen wie Sicherungs-Abdeckkappe oder Handschuhkasten-Deckel abschätzen.